# Plavání na Letních olympijských hrách 1980
Plavání na Letních olympijských hrách 1980.

## Přehled medailí
| Pořadí | Země                                 | Zlato | Stříbro | Bronz | Celkově |
| ------ | ------------------------------------ | ----- | ------- | ----- | ------- |
| 1      | Německá demokratická republika (GDR) | 12    | 10      | 8     | 30      |
| 2      | Sovětský svaz (URS)                  | 8     | 9       | 5     | 22      |
| 3      | Švédsko (SWE)                        | 2     | 2       | 1     | 5       |
| 4      | Austrálie (AUS)                      | 2     | 0       | 5     | 7       |
| 5      | Velká Británie (GBR)                 | 1     | 3       | 1     | 5       |
| 6      | Maďarsko (HUN)                       | 1     | 2       | 1     | 4       |
| 7      | Brazílie (BRA)                       | 0     | 0       | 1     | 1       |
| 7      | Dánsko (DEN)                         | 0     | 0       | 1     | 1       |
| 7      | Nizozemsko (NED)                     | 0     | 0       | 1     | 1       |
| 7      | Polsko (POL)                         | 0     | 0       | 1     | 1       |
| 7      | Španělsko (ESP)                      | 0     | 0       | 1     | 1       |
| Celkem | Celkem                               | 26    | 26      | 26    | 78      |

## Medailisté

### Muži
| Kategorie                      | Zlato | Čas      | Stříbro | Čas      | Bronz | Čas      |
| ------------------------------ | --- | -------- | --- | -------- | --- | -------- |
| 100 m volný způsob             | Jörg Woithe · Německá demokratická republika (GDR)                                                                                              | 50.40    | Per Holmertz · Švédsko (SWE) | 50.91    | Per Johansson · Švédsko (SWE)                                                                                    | 51.29    |
| 200 m volný způsob             | Sergej Kopljakov · Sovětský svaz (URS) | 1:49.81  | Andrej Krylov · Sovětský svaz (URS) | 1:50.76  | Graeme Brewer · Austrálie (AUS)                                                                                  | 1:51.60  |
| 400 m volný způsob             | Vladimir Salnikov · Sovětský svaz (URS) | 3:51.31  | Andrej Krylov · Sovětský svaz (URS) | 3:53.24  | Ivar Stukolkin · Sovětský svaz (URS)                                                                             | 3:53.95  |
| 1500 m volný způsob            | Vladimir Salnikov · Sovětský svaz (URS) | 14:58.27 | Alexandr Čajev · Sovětský svaz (URS) | 15:14.30 | Max Metzker · Austrálie (AUS)                                                                                    | 15:14.49 |
| 100 m znak                     | Bengt Baron · Švédsko (SWE) | 56.53    | Viktor Kuzněcov · Sovětský svaz (URS) | 56.99    | Vladimir Dolgov · Sovětský svaz (URS)                                                                            | 57.63    |
| 200 m znak                     | Sándor Wladár · Maďarsko (HUN) | 2:01.93  | Zóltan Verrasztó · Maďarsko (HUN) | 2:02.40  | Mark Kerry · Austrálie (AUS)                                                                                     | 2:03.14  |
| 100 m prsa                     | Duncan Goodhew · Velká Británie (GBR) | 1:03.34  | Arsens Miskarovs · Sovětský svaz (URS) | 1:03.82  | Peter Evans · Austrálie (AUS)                                                                                    | 1:03.96  |
| 200 m prsa                     | Robertas Žulpa · Sovětský svaz (URS) | 2:15.85  | Albán Vermes · Maďarsko (HUN) | 2:16.93  | Arsens Miskarovs · Sovětský svaz (URS)                                                                           | 2:17.28  |
| 100 m motýlek                  | Pär Arvidsson · Švédsko (SWE) | 54.92    | Roger Pyttel · Německá demokratická republika (GDR) | 54.94    | David López-Zubero · Španělsko (ESP)                                                                             | 55.13    |
| 200 m motýlek                  | Sergey Fesenko, Sr. · Sovětský svaz (URS) | 1:59.76  | Phil Hubble · Velká Británie (GBR) | 2:01.20  | Roger Pyttel · Německá demokratická republika (GDR)                                                              | 2:01.39  |
| 400 m polohový závod           | Alexandr Sidorenko · Sovětský svaz (URS) | 4:22.89  | Sergey Fesenko, Sr. · Sovětský svaz (URS) | 4:23.43  | Zóltan Verrasztó · Maďarsko (HUN)                                                                                | 4:24.24  |
| štafeta 4×200 m volný způsob   | Sovětský svaz (URS) · Sergej Kopljakov · Vladimir Salnikov · Ivar Stukolkin · Andrej Krylov · Sergey Rusin* · Sergej Krasjuk* · Jurij Presekin* | 7:23.50  | Německá demokratická republika (GDR) · Frank Pfütze · Jörg Woithe · Detlev Grabs · Rainer Strohbach · Frank Kühne*                                                                | 7:28.60  | Brazílie (BRA) · Jorge Fernandes · Marcus Mattioli · Cyro Marques · Djan Madruga                                 | 7:29.30  |
| štafeta 4×100 m polohový závod | Austrálie (AUS) · Mark Kerry · Peter Evans · Mark Tonelli · Neil Brooks · Glenn Patching*                                                       | 3:45.70  | Sovětský svaz (URS) · Viktor Kuzněcov · Arsens Miskarovs · Jevgenij Seredin · Sergej Kopljakov · Vladimir Šemetov* · Alexandr Fedorovskij* · Alexej Markovskij* · Sergej Krasjuk* | 3:45.92  | Velká Británie (GBR) · Gary Abraham · Duncan Goodhew · David Lowe · Martin Smith · Paul Marshall* · Mark Taylor* | 3:47.71  |

* Nezúčastnili se finále, ale získali medaili.

### Ženy
| Kategorie                      | Zlato | Čas     | Stříbro | Čas     | Bronz | Čas     |
| ------------------------------ | --- | ------- | --- | ------- | --- | ------- |
| 100 m volný způsob             | Barbara Krauseová · Německá demokratická republika (GDR)                                                                                    | 54.79   | Caren Metschucková · Německá demokratická republika (GDR)                                                                                         | 55.16   | Ines Diersová · Německá demokratická republika (GDR)                                                                                               | 55.65   |
| 200 m volný způsob             | Barbara Krauseová · Německá demokratická republika (GDR)                                                                                    | 1:58.33 | Ines Diersová · Německá demokratická republika (GDR)                                                                                              | 1:59.64 | Carmela Schmidtová · Německá demokratická republika (GDR)                                                                                          | 2:01.44 |
| 400 m volný způsob             | Ines Diersová · Německá demokratická republika (GDR)                                                                                        | 4:08.76 | Petra Schneiderová · Německá demokratická republika (GDR)                                                                                         | 4:09.16 | Carmela Schmidtová · Německá demokratická republika (GDR)                                                                                          | 4:10.86 |
| 800 m volný způsob             | Michelle Fordová · Austrálie (AUS) | 8:28.90 | Ines Diersová · Německá demokratická republika (GDR)                                                                                              | 8:32.55 | Heike Dähneová · Německá demokratická republika (GDR)                                                                                              | 8:33.48 |
| 100 m znak                     | Rica Reinischová · Německá demokratická republika (GDR)                                                                                     | 1:00.86 | Ina Kleberová · Německá demokratická republika (GDR)                                                                                              | 1:02.07 | Petra Riedelová · Německá demokratická republika (GDR)                                                                                             | 1:02.64 |
| 200 m znak                     | Rica Reinischová · Německá demokratická republika (GDR)                                                                                     | 2:11.77 | Cornelia Politová · Německá demokratická republika (GDR)                                                                                          | 2:13.75 | Birgit Treiberová · Německá demokratická republika (GDR)                                                                                           | 2:14.14 |
| 100 m prsa                     | Ute Gewenigerová · Německá demokratická republika (GDR)                                                                                     | 1:10.22 | Elvira Vasilkovová · Sovětský svaz (URS) | 1:10.41 | Susanne Nielssonová · Dánsko (DEN) | 1:11.16 |
| 200 m prsa                     | Lina Kačiušytėová · Sovětský svaz (URS) | 2:29.54 | Světlana Varganovová · Sovětský svaz (URS) | 2:29.61 | Julija Bogdanovová · Sovětský svaz (URS) | 2:32.39 |
| 100 m motýlek                  | Caren Metschucková · Německá demokratická republika (GDR)                                                                                   | 1:00.42 | Andrea Pollacková · Německá demokratická republika (GDR)                                                                                          | 1:00.90 | Christiane Knackeová · Německá demokratická republika (GDR)                                                                                        | 1:01.44 |
| 200 m motýlek                  | Ines Geißlerová · Německá demokratická republika (GDR)                                                                                      | 2:10.44 | Sybille Schönrocková · Německá demokratická republika (GDR)                                                                                       | 2:10.45 | Michelle Fordová · Austrálie (AUS) | 2:11.66 |
| 400 m polohový závod           | Petra Schneiderová · Německá demokratická republika (GDR)                                                                                   | 4:36.29 | Sharron Daviesová · Velká Británie (GBR) | 4:46.83 | Agnieszka Czopeková · Polsko (POL) | 4:48.17 |
| štafeta 4×100 m volný způsob   | Německá demokratická republika (GDR) · Barbara Krauseová · Caren Metschucková · Ines Diersová · Sarina Hülsenbecková · Carmela Schmidtová*  | 3:42.71 | Švédsko (SWE) · Carina Ljungdahlová · Tina Gustafssonová · Agneta Mårtenssonová · Agneta Erikssonová · Birgitta Jönssonová* · Helena Petersonová* | 3:48.93 | Nizozemsko (NED) · Conny van Bentumová · Wilma van Velsenová · Reggie de Jongová · Annelies Maasová                                                | 3:49.51 |
| štafeta 4×100 m polohový závod | Německá demokratická republika (GDR) · Rica Reinischová · Ute Gewenigerová · Andrea Pollacková · Caren Metschucková · Sarina Hülsenbecková* | 4:06.67 | Velká Británie (GBR) · Helen Jamesonová · Margaret Kellyová · Ann Osgerbyová · June Croftová                                                      | 4:12.24 | Sovětský svaz (URS) · Jelena Kruglovová · Elvira Vasilkovová · Alla Griščenkovová · Natalja Strunnikovová · Irina Aksjonovová* · Olga Klevakinová* | 4:13.61 |

* Nezúčastnili se finále, ale získali medaili.